# Stazione meteorologica di San Pellegrino Terme
La stazione meteorologica di San Pellegrino Terme è la stazione meteorologica di riferimento relativa alla località di San Pellegrino Terme.

## Coordinate geografiche
La stazione meteo si trova nell'Italia nord-occidentale, in Lombardia, in provincia di Bergamo, nel comune di San Pellegrino Terme, a 355 metri s.l.m. e alle coordinate geografiche 45°50′N 9°40′E.

## Dati climatologici
In base alla media trentennale di riferimento 1961-1990, la temperatura media del mese più freddo, gennaio, si attesta a +1,0 °C; quella del mese più caldo, luglio, è di +21,5 °C .
| San Pellegrino Terme | Mesi | Mesi | Mesi | Mesi | Mesi | Mesi | Mesi | Mesi | Mesi | Mesi | Mesi | Mesi | Stagioni | Stagioni | Stagioni | Stagioni | Anno |
| San Pellegrino Terme | Gen  | Feb  | Mar  | Apr  | Mag  | Giu  | Lug  | Ago  | Set  | Ott  | Nov  | Dic  | Inv      | Pri      | Est      | Aut      | Anno |
| -------------------- | ---- | ---- | ---- | ---- | ---- | ---- | ---- | ---- | ---- | ---- | ---- | ---- | -------- | -------- | -------- | -------- | ---- |
| T. max. media (°C)   | 5,4  | 8,6  | 12,7 | 16,9 | 21,7 | 25,4 | 28,0 | 27,2 | 23,8 | 18,0 | 11,1 | 6,6  | 6,9      | 17,1     | 26,9     | 17,6     | 17,1 |
| T. min. media (°C)   | −3,3 | −1,5 | 2,0  | 5,9  | 9,5  | 13,0 | 14,9 | 14,5 | 12,0 | 7,6  | 2,8  | −1,2 | −2,0     | 5,8      | 14,1     | 7,5      | 6,3  |